# Апені
Апені (груз. აფენი) — село в Грузії.
За даними перепису населення 2014 року в селі проживає 1555 осіб.